# Kósza szarka
A kósza szarka (Dendrocitta formosae) a madarak (Aves) osztályának verébalakúak (Passeriformes) rendjébe, ezen belül a varjúfélék (Corvidae) családjába tartozó faj.

## Rendszerezése
A fajt Robert Swinhoe angol ornitológus írta le 1863-ban, Dendrocitta sinensis, var. formosae néven.

## Alfajai
- Dendrocitta formosae assimilis Hume, 1877
- Dendrocitta formosae formosae Swinhoe, 1863
- Dendrocitta formosae himalayana Jerdon, 1864
- Dendrocitta formosae insulae Hartert, 1910
- Dendrocitta formosae occidentalis Ticehurst, 1925
- Dendrocitta formosae sapiens (Deignan, 1955)
- Dendrocitta formosae sarkari Kinnear & Whistler, 1930
- Dendrocitta formosae sinica Stresemann, 1913[2]

## Előfordulása
Dél- és Délkelet-Ázsiában, Banglades, Bhután, Kína, Hongkong, India, Laosz, Mianmar, Nepál, Pakisztán, Tajvan, Thaiföld és Vietnám területén honos. 
Természetes élőhelyei a szubtrópusi vagy trópusi síkvidéki és hegyi esőerdők, cserjések, valamint szántóföldek és másodlagos erdők. Állandó, nem vonuló faj.

## Megjelenése
Testhossza 40 centiméter, testtömege 89-121 gramm.
|  |

## Természetvédelmi helyzete
Az elterjedési területe rendkívül nagy, egyedszáma ugyan csökken, de még nem éri el a kritikus szintet. A Természetvédelmi Világszövetség Vörös listáján nem fenyegetett fajként szerepel.